# Gipfeltreffen in Moskau

Am 1. Juni 1988 erfolgte die Unterzeichnung der Ratifizierungsurkunden im Kreml in Moskau.

Das Gipfeltreffen in Moskau war das vierte Gipfeltreffen zwischen US-Präsident Ronald Reagan und dem Generalsekretär des Zentralkomitees der Kommunistischen Partei der Sowjetunion (KPdSU), Michail Gorbatschow. Es fand zwischen dem 29. Mai 1988 und dem 3. Juni 1988 in Moskau statt.
Höhepunkt der Konferenz war der Austausch der Ratifizierungsurkunden zum INF-Vertrag am 1. Juni im Kreml. Gleichentags trat der Vertrag in Kraft. Er verpflichtete die Vertragsparteien zum vollständigen Abbau aller atomaren Mittelstreckenraketen. Am 27. Mai 1988 hatte der US-Senat den Vertrag bereits ratifiziert.
Reagan und Gorbatschow diskutierten weiter über bilaterale Themen wie die Probleme in Mittelamerika, im südlichen Afrika, dem Nahen Osten und den bevorstehenden Abzug der sowjetischen Truppen aus Afghanistan. Außerdem setzten die beiden Führer ihre Gespräche über die Menschenrechte während der vergangenen Gipfelkonferenzen fort.
An der Gipfelkonferenz wurden sieben Abkommen über weniger wichtige Fragen wie den Studentenaustausch und die Fischereirechte unterzeichnet.